# Bitva u Schönbergu

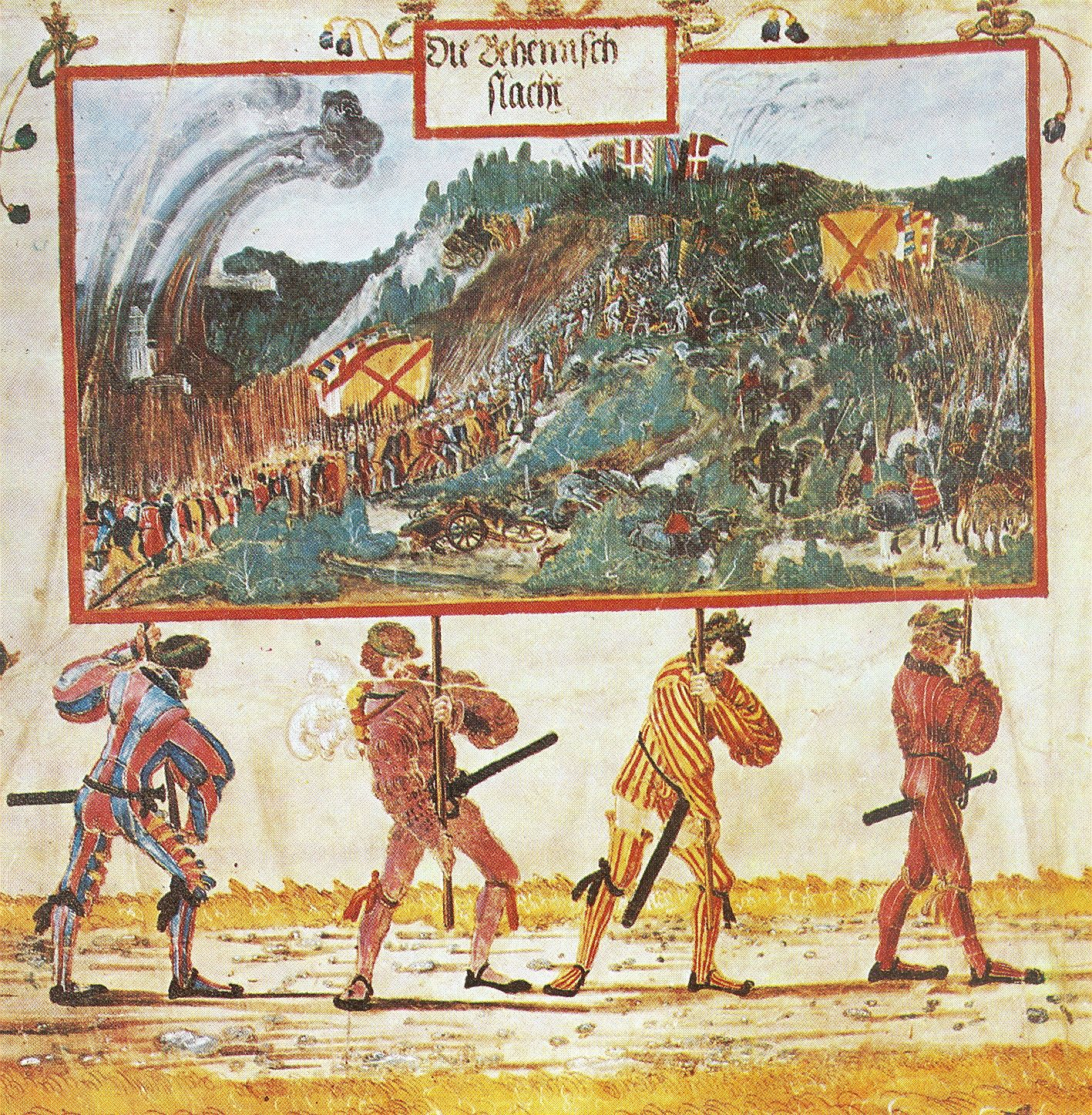
Triumfální průvod císaře Maxmiliána I. (bitva s Čechy a český trofejní vůz) Albrechta Altdorfera (Řezno, kolem 1512–1515)

Bitva u Schönbergu (též bitva u Wenzenbachu či bitva u Řezna) se odehrála 12. září 1504 v průběhu války o landshutské dědictví u obce Wenzenbach, vzdálené jen několik kilometrů od Řezna, v německé Horní Falci. Habsburské vojsko Maxmiliána I. přepadlo vracející se českou žoldnéřskou pěchotu, Češi nestačili uzavřít vozovou hradbu a po urputném boji, kdy jich polovina zahynula, byli poraženi. Vítězný Maxmilián posléze ocenil statečnost, s jakou poražení bránili, a propustil zajatce bez požadavku výkupného.

## Pozadí

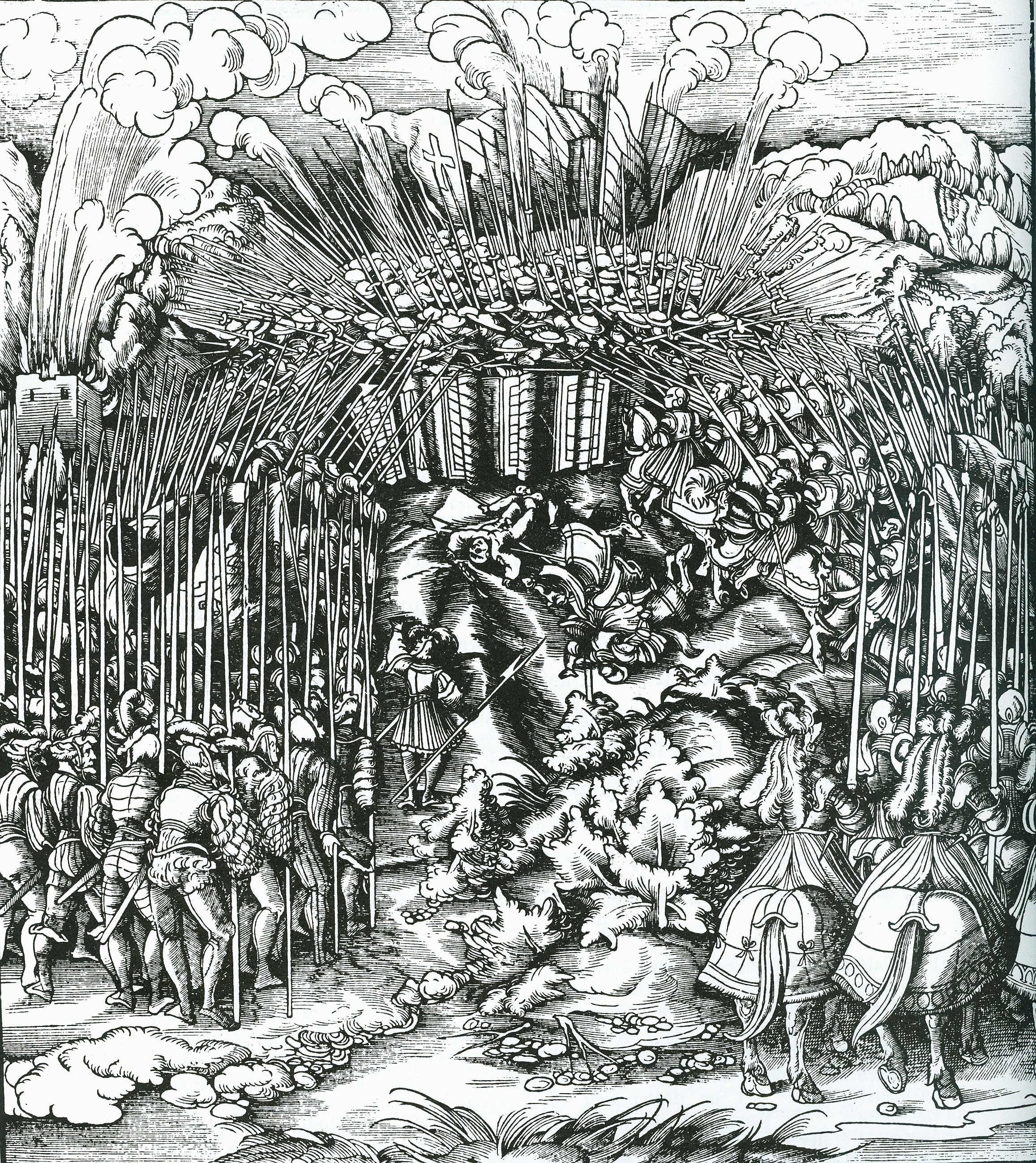
Behamisch schlacht (česká bitva) z Weißkunigu, dřevoryt

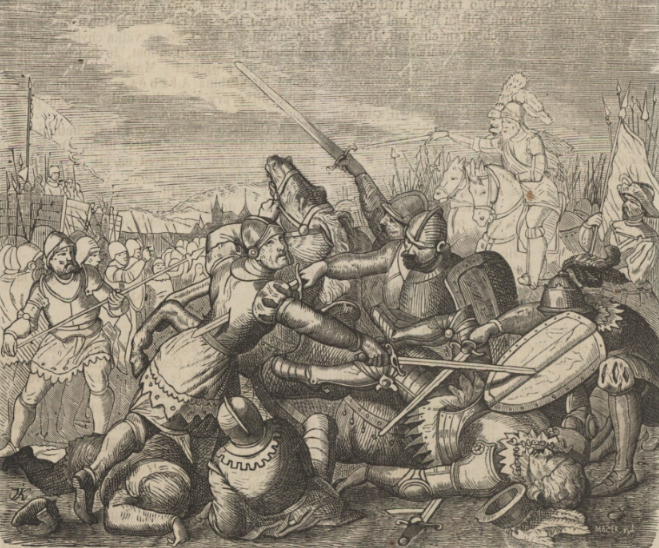
Bitva u Schönbergu roku 1504 (Česko-moravská kronika, ilustrace Josefa Scheiwla, 1881)

Bavorský vévoda Jiří řečený Bohatý, vládnoucí mimo Bavorska také Landshutsku, se svou ženou Jadwigou Jagellonskou neměl mužského dědice. Dědicem ustanovil svou dceru Alžbětu, ačkoli podle wittelsbachského rodinného práva bylo ženské dědictví vyloučeno. Alžběta se v roce 1499 provdala za Ruprechta Falckého z palatinské linie Wittelsbacherů, z manželství následně vzešli synové Filip a Ottheinrich. Krátce před svou smrtí prohlásil vévoda Jiří Ruprechta Falckého za jeho zplnomocněného zástupce, aby prosadil dědické nároky své dcery Alžběty. Vévoda Jiří pak svolal další zemský parlament do Landshutu, ale zemřel ještě před jeho začátkem, 1. prosince 1503.
Na sněmu konaného od ledna 1504 oznámil vévoda Albrecht IV. Bavorský své dědické nároky na Bavorsko-mnichovské vévodství podle smlouvy o wittelsbachském rodu. Dolnobavorská šlechta však Ruprechta podpořila a podala žalobu k císařskému komornímu soudu. Svatořímský císař Maxmilián I. nařídil všem zúčastněným, aby přijeli do Augsburgu k rozhodčímu soudu. Albrecht IV. již dříve souhlasil s postoupením zemí Kufstein, Kitzbühel a Rattenberg v Tyrolsku rodu Habsburků. Maxmilián poté prohlásil nárok Albrechta IV. za zákonný a předložil mu 10 000 mužů k dispozici k vymáhání jeho nároků. Navíc dne 23. dubna 1504 byl nad Ruprechtem Falckým a jeho stoupenci vyhlášen tzv. acht, tedy říšská klatba. To následně vedlo k začátku války o landshutské dědictví, ve které na jedné straně stáli král Maxmilián a Albrecht IV., podporovaní švábskou ligou, císařským městem Norimberkem, markrabětem Fridrichem II. Braniborským a Ansbach-Kulmbašským a vévodou Ulrichem Württemberským, na druhé pak Ruprecht Falcký a jeho manželka Alžběta, podporovaní hrabětem Palatinem Filipem, českými a francouzskými králi a markrabětem Friedrichem Bádenským.
Je pozoruhodným faktem, že Maxmilián bral najímání českých žoldnéřů falckou stranou jako záminku k získání odpustků, obdobně jako tak bylo činěno pro papežské křížové výpravy proti husitům, jakožto financování boje proti údajným českým heretikům. Tím se mu podařilo získat zpět část nákladů na válku, která ale s bojem proti kacířům kvůli jejich víře neměla nic společného.

## Průběh bitvy
V průběhu válečného konfliktu se do Horní Falce přesunula armáda českých žoldnéřů přislíbená králem Vladislavem II. Tito čeští žoldnéři vděčili za svou pověst úspěšných vojáků speciální válečnické technice vozové hradby, praktikované husitskými vojsky během husitských válek. Charakteristické pro husity byly jejich vozové hrady a používání velkých štítů, tzv. pavéz pro krytí proti nepříteli. (Původně náboženský rozměr těchto vojsk už tehdy nehrál roli, strategie se v české bojové praxi nicméně udržela.) Po smrti Ruprechta Falckého 20. srpna 1504 na úplavici, která v té době řádila v Dolním Bavorsku, se začalo vojsko Falckých rozpadat a jednotlivé oddíly se začaly rozcházet.
Čeští pěší žoldnéři vedení Matyášem Libákem z Radovesic se při návratu do Čech 11. září 1504 utábořili u Hohenroithu, poté napadli hrad Schönberg s nedalekou vesnicí Wenzenbach a nakonec zbudovali vozovou hradbou chráněný tábor u vsi Hühnerbuckl. Zdejší císařský úředník Michael Zenger se svými muži statečně bránil, ale brzy musel ustoupit severně od hradu Schönberg. Král Maxmilián I. dorazil ještě tu samou noc do Řezna a utábořil se se svým vojskem v Stadtamhofu. V noci z 12. na 13. září 1504 pak postoupil se svými jezdci k Wenzenbachu. Za svítání byl hrad Schönberg ostřelován dělostřelectvem a česká posádka jej opustila, falcký velitel z bojiště uprchl pod svým kapitánem Wispeckem. Češi se následně přeskupili a kolem poledne se seřadili v počtu asi 4 500 mužů na Hafenreutherském poli mezi obcemi Hopfengarten a Hohenroith, kde z úkrytu své vozové hradby byli následně schopni střelbou z praků, děl a boje dlouhými kopími útočícím Maxmiliánovým rytířům způsobovat velké škody a donutili je k ústupu. Sám Maxmilián byl zraněn a jeho život byl ohrožen, když jeho kůň klopýtl a hrozilo, že spadne pod kopyta válečných koní své jízdy a byl zachráněn spolubojovníkem Erichem z Braunschweigu.
Teprve když Jiří Frundsberský zaútočil se svým lancknechtským plukem vybaveným polními děly a mušketami, mohla být proražena vozová hradba a štíty českých vojsk, za jejichž linii mohli následně lancknechti proniknout. Při porážce, která následovala, 1 600 Čechů zabito a 600 zajato; dalším asi 700 mužů se pod vedením Matyáše Libáka podařilo uniknout. Po bitvě nařídil král Maxmilián svým mužům, aby nahromadili a spočítali mrtvé Čechy.

## Výsledek

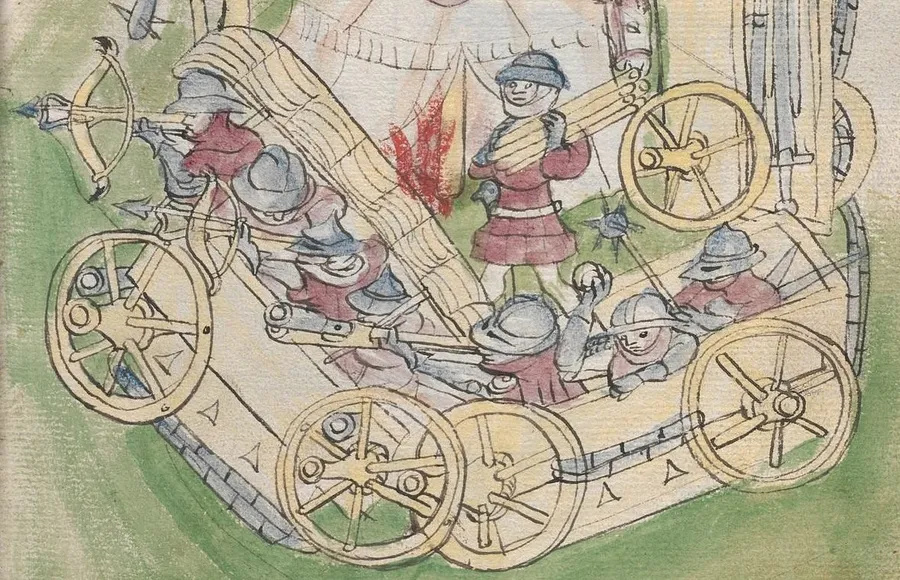
Husitské povozy z 15. století

Hafenreuthské pole pak celé měsíce ukazovalo obraz zkázy, protože Maxmilián dal příkaz k pohřbu, který byl však proveden až 28. ledna 1505. Řezenský městský velitel Sigmund von Rohrbach tehdy požádal velitele nepřátelské armády, falckého důstojníka Ludwiga von Eyba, o záruku bezúhonnosti pro sedláky, aby mohli pohřbít rozkládající se a páchnoucí mrtvá těla. K tomu pak došlo v únoru 1505.
V pozdějších pramenech se objevily zprávy o tom, že čeští zajatci měli být následně využiti při stavbě jistého hradu v Rakousku. Více zdrojů však uvádí, že byli odvedeni do Řezna a zde tábořili de facto jako svobodní bojovníci; povinni se pouze ve stanovené lhůtě shromáždit. Za tímto účelem byl vytvořen seznam se jmény všech vězňů. Dne 15. dubna 1505 byli pak propuštěni.
Na straně krále bylo asi 200 mrtvých, včetně mnoha rytířů (Georg Schenk z Neudecku, Erasmus z Hetzendorfu, Ernst ze Schönbergu, Jiří ze Schaumbrugku, Petr z Wilhelmsdorfu, Hans z Weilingu). Mnoho prchajících Čechů bylo zmasakrováno rolníky z okolních vesnic, císařskou armádou bylo ukořistěno kolem 300 vozů. Král vstoupil večer do Řezna přes zdejší Kamenný most a o půlnoci nechal konat děkovnou bohoslužbu.
Tři dny po bitvě 15. září i vdova po Ruprechtovi, hraběnka Alžběta. září 1504. Válka však pokračovala jménem vnoučat vévody Jiřího, devetadvacet měsíců starého Ottheinricha a desetiměsíčního Filipa.

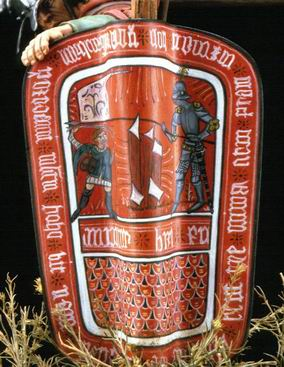
Husitský štít, tzv. pavéza, z roku 1429

## Důsledky
Bitva u Wenzenbachu byla začátkem úpadku bojového systému vozové hradby. Ukázalo se, že výstroj a bojové metody českých pěšáků byly zastaralé a bez jezdecké podpory a ochrany hradby nedokázali vzdorovat náporu lancknechtů. Poslední jmenovaný prvek se následně ukázal k zavedení jako levnější a výkonnější. Poté byli čeští žoldáci stále používáni v evropských válečných scénách, jako byly benátské války, ale nadále ztratili svůj specifický význam, kterým bývali po jistou dobu známi.
Bitva u Wenzenbachu byla jedinou polní bitvou ve válce o dědictví. Zároveň se jednalo o jednu z posledních rytířských bitev válečné historie: v dalších obdobích pak byla v poli nasazována výhradně jiná vojska a zbraně (pěchota, dělostřelectvo aj.).
Landshutská válka o dědictví skončila 30. dubna. července 1505 arbitrážním soudem krále Maxmiliána I. na říšském sněmu v Kolíně nad Rýnem. Ottheinrich a Philipp, dva vnuci vévody Jiřího, obdrželi Mladou Falc, roztříštěné území od horního Dunaje přes Franky sahající až po severní Horní Falc. Zbytek území Bavorska-Landshutska připadl mnichovské linii Wittelsbachů. Pozdější římský císař Maxmilián I. obdržel slíbené tři soudní okresy: Kufstein, Kitzbühel a Rattenberg. Císařské město Norimberk pak získalo okresy Lauf, Hersbruck a Altdorf.

Znak obce Wenzenbach

## Památky bitvy
Na místě bojiště nechal Albrecht IV. Bavorský vystavět kapli. Maxmilián si vítězství nad obávanými českými vojáky velmi cenil a výjev z této bitvy se nachází na čestném místě na jeho sarkofágu v Innsbrucku. Znak obce Wenzenbach stále obsahuje připomínku bitvy: červená halapartna na stříbrném břevnu odkazuje právě na bitvu z 12. září 1504.
Na Hafenreutherském poli v okolí obcí Hopfengarten a Hohenroith byly při pozdějších archeologických průzkumech nalezeny masové hroby s těly padlých v bitvě.